# 5-cm-Flak 41
Die 5-cm-Flak 41 war eine im Zweiten Weltkrieg entwickelte automatische Flugabwehrkanone der Wehrmacht, welche die Lücke zwischen der leichten und schweren Flugabwehr schließen sollte.

## Geschichte
Die 5-cm-Flak 41 wurde ab 1936 entwickelt, um die Leistungslücke zwischen der 3,7-cm-Flak 36 und der 8,8-cm-Flak 18 zu schließen. Nachdem der erste Prototyp gefertigt war, erfolgte eine Erprobung bis zur Serienfertigung 1940. Hierbei wurden erst 25 Geschütze bestellt und dann der Auftrag auf 100 erhöht.
Ab November 1941 wurden 60 Geschütze an die Fronttruppen ausgegeben. Trotz einiger positiver Rückmeldungen von der Truppe wurde der Auftrag Ende 1940 gestoppt.
Möglicherweise war eine Vorführung in der Reichskanzlei ausschlaggebend. Für diese war der Prototyp, für Rheinmetall überraschend, kurz vor dem Produktionsstopp abgeholt worden. Nach einigen Quellen wird angegeben, dass es Probleme mit der Stabilität der Waffe beim Feuern und auch auf dem Transport gab.
Die Truppe traf diese Entscheidung überraschend, man hatte doch trotz der geringen Stückzahl bereits eine Dienstanleitung für die Bedienung erstellt.
Im Januar 1944 waren noch 58 5-cm-Flak 41 bei der Luftwaffe im Dienst, im Januar 1945 nur noch 29 Stück.

## Entwicklung
Im Rahmen der Wiederbewaffnung des deutschen Heeres Ende der dreißiger Jahre wurde den Herstellern der Flugabwehrgeschütze relativ schnell klar, dass zwischen den Bereichen im Luftraum, welche die leichte und schwere Flak abdeckte, eine Lücke in der Luftverteidigung existierte. Die bereits entwickelten Flak im Kaliber 2-cm und 3,7-cm konnten bei der Wirkung des Geschosses im Ziel nicht weiter gesteigert werden. Die Möglichkeit, mehr Sprengstoff in diese Geschosse zu packen, war praktisch erschöpft. Aus diesem Grund bemühte sich das Unternehmen Rheinmetall bereits Anfang 1938 um einen Entwicklungsauftrag für ein Geschütz im Kaliber 5-cm.
Das Heereswaffenamt folgte der Argumentation und den Vorschriften und so kam es dazu, dass die Entwicklungsaufträge gleichzeitig an vier Firmen gingen. Die Firmen Krupp, Gustloff, Mauser und Rheinmetall begannen dann 1938, entsprechend einer vorgegebenen Spezifikation mit der Entwicklung. Über die Entwürfe von Krupp und Gustloff liegen keine Informationen vor. Das Gerät 56 M von Mauser und die Entwicklung von Rheinmetall (Gerät 56 V2), die zur 5-cm-Flak 41 wurde, sind dokumentiert und fotografisch belegt. Am 15. Januar 1939 wurde die Rheinmetall-Waffe auf dem Schießplatz Unterlüß präsentiert.
Nachdem nach einigen Nachbesserungen eine Funktionssicherheit der Waffe erreicht war, entschied sich das Heereswaffenamt, die Fertigung einer Vorserie von 25 Geschützen in Auftrag zu geben. Die Krupp-Tochter Dürkopp in Bielefeld erhielt hierfür den Produktionsauftrag.

## Technik
Die Flak wog 3100 Kilogramm und konnte 2,2 Kilogramm schwere Sprenggranaten 9400 Meter hoch schießen. Sie wurde ortsfest oder als bewegliche Flak auf zweiachsigen Sonderanhänger 204 mit Kreuzlafette eingesetzt.
Rheinmetall präsentierte einen Gasdrucklader, wie auch Mauser, und zu Beginn gab es bei Dauerfeuer Probleme, die erst Ende 1939 gelöst waren. Bei einer V° von 840 m/s und einer Schussfolge von 140 Schuss/min musste die gesamte Konstruktion gemäß Anforderung ohne legierten Stahl und ohne Spezialmaschinen auskommen. Da die Waffe keinen großen Rückstoß haben sollte, wurde eine Vorlaufabfeuerung verwendet.
Die kurze Zeit, welche den Flugabwehrgeschützen bei den inzwischen hohen Fluggeschwindigkeiten der modernen Flugzeugen blieb, um diese zu bekämpfen, erforderte eine große Richtgeschwindigkeit, leicht nachzuladende Munition und schnelle Einsatzbereitschaft. Diese Anforderungen wurden anscheinend zum Zeitpunkt der Präsentation nur vom Rheinmetall-Entwurf erfüllt.
Der senkrecht verriegelnde Geradezugverschluss hielt das Rohr während der Schussabgabe verriegelt. Zum schnellen Schwenken konnte das Seitenrichtgetriebe abgekoppelt werden. Technisch war die Waffe in der Lage, Dauerfeuer zu schießen, solange die Ladeschützen Patronenrahmen in den Ladetisch nachlegten. Das Abfeuern erfolgte durch den rechten Kanonier per Fußabfeuerung.
Die Unterlafette war eine dreieckige Plattform mit zwei festen Auslegern für das Einhängen in den Sonderanhänger und zwei abklappbaren, seitlichen Auslegern.